# Campionati mondiali di karate 2004

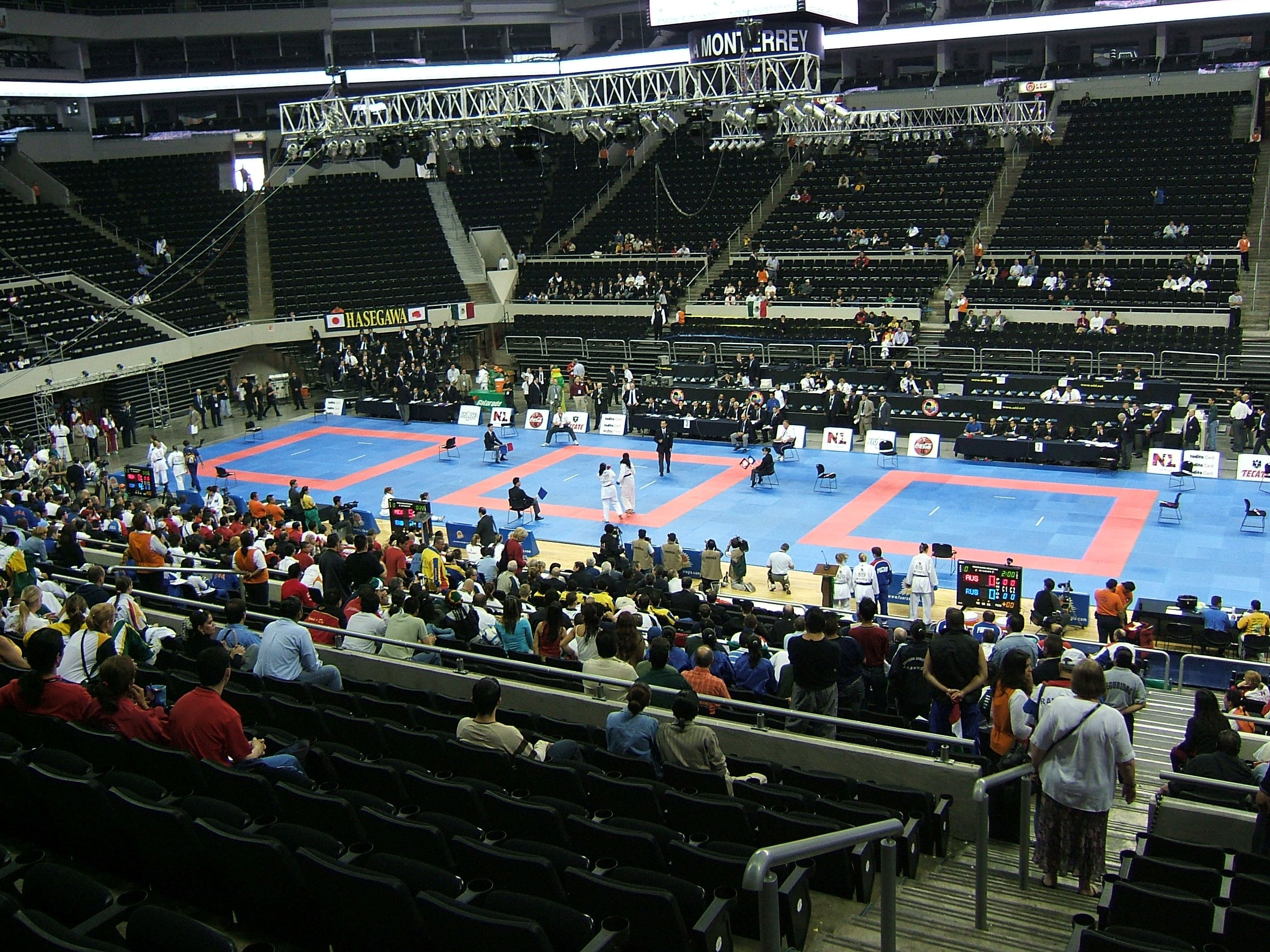
Un'immagine del torneo.

La 17ª edizione del campionato mondiale di karate si è svolta a Monterrey nel 2004. 

## Medagliere
| Posizione | Nazione              | Oro | Argento | Bronzo | Totale |
| --------- | -------------------- | --- | ------- | ------ | ------ |
| 1         | Giappone             | 4   | 1       | 0      | 5      |
| 2         | Inghilterra          | 2   | 1       | 0      | 3      |
| 3         | Stati Uniti          | 2   | 0       | 2      | 4      |
| 3         | Italia               | 2   | 0       | 2      | 4      |
| 5         | Turchia              | 2   | 0       | 1      | 3      |
| 6         | Francia              | 1   | 4       | 5      | 10     |
| 7         | Spagna               | 1   | 2       | 4      | 7      |
| 8         | Russia               | 1   | 0       | 3      | 4      |
| 9         | Venezuela            | 1   | 0       | 2      | 3      |
| 10        | Messico              | 1   | 0       | 1      | 2      |
| 11        | Paesi Bassi          | 0   | 2       | 1      | 3      |
| 12        | Germania             | 0   | 1       | 3      | 4      |
| 12        | Ungheria             | 0   | 1       | 2      | 3      |
| 14        | Iran                 | 0   | 1       | 1      | 2      |
| 15        | Bosnia ed Erzegovina | 0   | 1       | 0      | 1      |
| 15        | Grecia               | 0   | 1       | 0      | 1      |
| 15        | Guatemala            | 0   | 1       | 0      | 1      |
| 15        | Perù                 | 0   | 1       | 0      | 1      |
| 19        | Brasile              | 0   | 0       | 2      | 2      |
| 20        | Argentina            | 0   | 0       | 1      | 1      |
| 20        | Canada               | 0   | 0       | 1      | 1      |
| 20        | Croazia              | 0   | 0       | 1      | 1      |
| 20        | Danimarca            | 0   | 0       | 1      | 1      |
| 20        | Slovacchia           | 0   | 0       | 1      | 1      |

## Risultati

### Kata
| Posizione | Karateka          |
| --------- | ----------------- |
| 1         | Luca Valdesi      |
| 2         | Akio Tamashiro    |
| 3         | Antonio José Díaz |
| 3         | Toshihide Uchiage |

| Posizione | Karateka          |
| --------- | ----------------- |
| 1         | Atsuko Wakai      |
| 2         | Myriam Szkudlarek |
| 3         | Alessandra Caribe |
| 3         | Yohana Sánchez    |

| Posizione | Nazione  |
| --------- | -------- |
| 1         | Italia   |
| 2         | Giappone |
| 3         | Francia  |
| 3         | Messico  |

| Posizione | Nazione  |
| --------- | -------- |
| 1         | Giappone |
| 2         | Francia  |
| 3         | Brasile  |
| 3         | Spagna   |

### Kumite
| Posizione | Karateka            |
| --------- | ------------------- |
| 1         | Paul Newby          |
| 2         | Hossein Rouhani     |
| 3         | Yuriy Kalashnikov   |
| 3         | Davíd Luque Camacho |

| Posizione | Karateka           |
| --------- | ------------------ |
| 1         | Luis Plumacher     |
| 2         | Adam Kovács        |
| 3         | Alexandre Biamonti |
| 3         | Lucio Martínez     |

| Posizione | Karateka                    |
| --------- | --------------------------- |
| 1         | Shinji Nagaki               |
| 2         | Mensur Cakić                |
| 3         | Sayguidmagomed Shakhrudinov |
| 3         | Oscar Vázquez Martins       |

| Posizione | Karateka                  |
| --------- | ------------------------- |
| 1         | Davíd Santana Vega        |
| 2         | Konstantinos Papadopoulos |
| 3         | Klaudio Farmadin          |
| 3         | Yavuz Karamollaoglu       |

| Posizione | Karateka         |
| --------- | ---------------- |
| 1         | Zeynel Celik     |
| 2         | Daniel Sabanovic |
| 3         | Yann Baillon     |
| 3         | John Fonseca     |

| Posizione | Karateka           |
| --------- | ------------------ |
| 1         | Aleksandr Guerunov |
| 2         | Leon Walters       |
| 3         | Thomas Bjuring     |
| 3         | Alen Zamlic        |

| Posizione | Karateka           |
| --------- | ------------------ |
| 1         | Rory Daniels       |
| 2         | Seydina Balde      |
| 3         | Mehran Behnamfar   |
| 3         | Stefano Maniscalco |

| Posizione | Karateka                          |
| --------- | --------------------------------- |
| 1         | Tomoko Araga                      |
| 2         | Cheili Carolina González Castillo |
| 3         | Kora Knuehmann                    |
| 3         | Shannon Nishi                     |

| Posizione | Karateka                |
| --------- | ----------------------- |
| 1         | Yadira Lira Navarro     |
| 2         | Nathalie Leroy          |
| 3         | Noelia Fernández Alonso |
| 3         | Alexandra Kurtz         |

| Posizione | Karateka         |
| --------- | ---------------- |
| 1         | Elisa Au         |
| 2         | Vanesca Nortan   |
| 3         | Laurence Fischer |
| 3         | Zsuzsanna Klima  |

| Posizione | Karateka        |
| --------- | --------------- |
| 1         | Elisa Au        |
| 2         | Nadine Ziemer   |
| 3         | Zsuzsanna Klima |
| 3         | Vanesca Nortan  |

| Posizione | Nazione |
| --------- | ------- |
| 1         | Francia |
| 2         | Spagna  |
| 3         | Italia  |
| 3         | Russia  |

| Posizione | Nazione  |
| --------- | -------- |
| 1         | Turchia  |
| 2         | Spagna   |
| 3         | Germania |
| 3         | Francia  |